# بيستيريو (مجموعة قصصية)

غلاف المجموعة القصصية بيستيريو

المجموعة القصصية بيستيريو (بالإسبانية: Bestiario) عام 1972  تعد العمل الخامس لخوان خوسيه أريولا، وذلك بعد اختراع فاريا عام 1949 والتآمر عام 1952 ورواية المعرض عام 1963 وسياق متناظر عام1971. وتعد العمل الختامي للسلسة الروائية نقطة فضة (Punta de plata) والتي بدأت عام 1958. وبيستيريو هي سلسلة قصصية أسطورية عن الحيوانات الرامزة.

### الجزء الأول (بيستوريو)

وحيد القرن من المجموعة القصصية بيستيريو /الجزء الأول

## المحتوى
وتتألف بيستيريو  من أربعة أجزاء:

### الجزء الأول (بيستوريو)[8]
| - وحيد القرن - الضفدع - البيسون الأمريكي - الطيور الجارحة - النعامة - الحشرات - القطط*الجاموس الفلبيني - البومة - الدب - الفيل | - الجربوع*الإبليات " اللاما " - الأفعى - الحمار الوحشي - الزرافة - الضبع - فرس النهر - الغزلان - الفقمات - الطيور المائية - قنفذ البحر - القرود |  |

#### الجزء الثاني (أغاني الألم الحزين)
| - المجنون الحزين - كاسوس كونسينتييا - كالندا مايا - الشكر والعرفان لجون خاكوبي باتشوفان - الشكر والعرفان لريميديوس فارو - الخبر - عيد الميلاد - الصيد بالصقور - الملك الأسود - الشكر والعرفان لأوتو ويننخير - المسخ (فن ساخر) - حفلة كوكتيل - الفخ | - الفارس الأعزل - الحاشية - احذر - مزرعة أبقار - لغة سرفانتس - أغنية - أنت وأنا - اللقاء - سيدة الأفكار - نظرية دولسينا - مقطوعة غنائية - تعالوا لنرى الزهرة - شهر عسل - الهدنة - بنود - الانجذاب |  |

#### الجزء الثالث (علم العروض)
| - تقرير من ليبريا - تليماكيا (يوناني) - الجحيم الخامس - دي لوسيرفاتوري (يونانى) - واحدة من اثنين - حرية - الأمنية الأخيرة - رثاء - زهرة من البلاغة اليونانية - فلاش - ألماس - خريطة المفقودات | - جنون الحب - الكهف - ما يملكه الآخرين - ناقوس الخطر لعام 2000 - مقابلة - حلم - القاتل - أغنية بيرنيل*أوتورى - النقش على الضريح - شعر أرسطو - المتهم المدان - مذكرات حاقد. |  |

#### الجزء الرابع (مقاربات)
| - الحزن للشاعر الفرنسي بول كلوديل - انحلال للشاعر الفرنسي بول كلوديل - أكتوبر للشاعر الفرنسي بول كلوديل - الاشتقاق للشاعر الفرنسي بول كلوديل - لحم خنزير للشاعر الفرنسي بول كلوديل - الحزن في الماء للشاعر الفرنسي بول كلوديل - التفكير في البحر للشاعر الفرنسي بول كلوديل - الأرض المطلة البحر للشاعر الفرنسي بول كلوديل - إراقة المشروب للغد للشاعر الفرنسي بول كلوديل - عذق الخريف قصيدة للشاعر الإنجليزى فرنسيس ثمبوثن - تصريح قصيدة للكاتب والروائي الفرنسي بيير جيان جوافى - الضفدع قصة قصيرة للكاتب والشاعر الفرنسي جولز رينارد - من قلب ليتوانيا قصيدة للكاتب الفرنسي/ ليتوانى لوبكس ميلوسس - عائلة من الأشجار قصيدة نثرية للكاتب والشاعر الفرنسي جولز رينارد*حياة العنكبوت الحقيقية للشاعر والرسام البلجيكى الأصل والفرنسي الجنسية هنرى ميشو |